# Крејгсвил (Западна Вирџинија)
Крејгсвил (енгл. Craigsville) насељено је место без административног статуса у америчкој савезној држави Западна Вирџинија.

## Демографија
По попису из 2010. године број становника је 2.213, што је 9 (0,4%) становника више него 2000. године.
| Група             | 2000.         | 2010.         |
| Белци             | 2.185 (99,1%) | 2.165 (97,8%) |
| Афроамериканци    | 2 (0,1%)      | 1 (0,0%)      |
| Азијати           | 1 (0,0%)      | 6 (0,3%)      |
| Хиспаноамериканци | 5 (0,2%)      | 11 (0,5%)     |
| Укупно            | 2.204         | 2.213         |